# ジャン＝バティスト・ディクラリス
ジャン＝バティスト・ディクラリス（Jean-Baptiste de Clercq、1994年2月23日 - ）は、プロD2、USブレッサンヌに所属するラグビーユニオン選手。

## プロフィール
- ベルギー・ヘント出身[1]。
- ポジションはプロップ(PR)。
- 身長 183cm、体重 124kg
- ベルギー代表キャップは8（2020年5月現在）[2]。

## 略歴
モン＝ド＝マルサン、スタッド・フランセ、FCオロロンを経て、2019年、バイヨンヌに加入。
2022年、ブール＝カン＝ブレスに加入。